# Kloning
Ved en kloning omgår man den naturlige, dvs. kønnede formering. På den måde kan man mangfoldiggøre individer med velkendte og ønskværdige arveanlæg.
Betegnelsen kloning dækker også over teknikken molekylær kloning, hvor kun en del af en organismes arveanlæg (typisk et enkelt gén), kopieres og indsættes i en anden organisme. F.eks. kan et gén fra mennesker indsættes i en bakterie med henblik på at udtrykke det menneskelige protein, som génet koder for. Denne teknik bruges i stort omfang i den bioteknologiske industri og indenfor molekylærbiologien. Et eksempel på anvendelse er produktion af menneskelig insulin i gær eller bakterier til behandling af sukkersygepatienter.

## Kloning
Kloning af et individ er skabelsen af en eksakt genetisk kopi af individet.
I dyrenes verden er kloner et velkendt fænomen, selv om man ikke altid er sig det bevidst. Enæggede tvillinger er nemlig kloner med helt ens arveanlæg. Man kan også sige at kroppens celler udgør en klon (med få undtagelser som kønscellerne og nogle blodceller). 
I planteproduktion er kloning vidt udbredt. Kartofler formeres næsten udelukkende ved spiring af rodknolde. Mange former for frugter formeres næsten udelukkende ved podning, endnu en form for kloning.
Ukønnet formering kan også resultere i kloning. Visse dyr kan formerer sig ukønnet. Der er forskellige former for ukønnet formering, men ikke alle former resulterer i, at afkommet bliver genetisk identisk med moderen. Dette kræver normalt, at den nye zygote dannes ved apomiktisk partenogenese, hvor ægget dannes ved mitose i modsætning til den normale meiose. Dyr, som kan klone sig selv omfatter bladlus og dafnier. Hunnerne får om sommeren unger uden parring, og alle ungerne er genetisk lig moderen: moderen og ungerne er en klon. 
Forskellige former for ukønnet formering er udbredte i planteverdenen, såsom spiring fra knolde, dannelsen af aflæggere, spiring af afrevne plantedele osv. Alle disse fører til kloning af planterne.
I de seneste årtier er det lykkedes at klone forskellige hvirveldyr. Man skelner mellem embryokloning og somatisk kloning. Normale kropsceller er permanent differentierede. De har permanent antaget egenskaber svarende til den celletype de har antaget, f.eks. nerveceller eller hudceller. Samtidig har de mistet evnen til at udvikle sig til andre celletyper. Nogle differentierede celler har helt mistet evnen til at dele sig.
Ved embryokloning udnytter man, at celler i tidlige udviklingstrin i en embryo endnu ikke er differentierede. De er totipotente, dvs., at de kan udvikle sig til alle kroppens celletyper. Hvis man eksperimentelt deler en dyreembryo, så kan de enkelte dele udvikle sig til hele organismer. Disse organismer vil danne en klon.
Ved somatisk kloning udtages en differentieret celle fra et voksent individ. Ved forskellige eksperimentelle teknikker er det muligt at genskabe den pluripotente tilstand i cellen. Denne celles kerne flyttes herefter til en ægcelle, som man forinden har fjernet cellekernen fra. Denne ægcelle kan så udvikle sig til en klon af det dyr, som den oprindelige, differentierede celle blev taget fra. Dog skal det bemærkes, at mitochondrierne i klonen vil stamme fra det individ, som ægcellen blev taget fra, så visse genetiske forskelle kan optræde. En anden grund til genetiske forkelle mellem det oprindelige individ og dets klon er, at der kan være sket mutationer i den kropscelle, der blev klonet fra.
Nogle encellede organismer som for eksempel bakterier deler (formerer) sig ved at kopiere genomet og danne to celler med samme genom. Mange eukaryote, encellede organismers livscykler omfatter både kønnet og ukønnet formering, hvor den ukønnede formering skaber to genetisk identiske datterceller.

## Kloning af planter
Kloning har været anvendt i planteavl gennem århundreder, hvor man har betjent sig af metoder som podning, stiklingeformering, aflægning og deling, når man ville skaffe sig nye eksemplarer af planter med gunstige egenskaber. Man taler i den forbindelse om en klon, når samtlige efterkommere kan betragtes som brudstykker af én og samme kærneplante, mens man taler om en sort, når der er tale om et udgangsmateriale på flere forskellige individer. I Danmark varetages kontrollen af klonmaterialets ægthed af Planteopformeringsstationen i Lunderskov, hvorfra der formidles materiale af de Dafomærkede kloner.

## Dyrekloner
Når der tales om dyrekloner, drejer det sig dog oftest om de kunstigt frembragte kloner, som har set dagens lys i de seneste år, hvor man fjerner arvemassen fra en ægcelle og derefter indsætter arvemasse fra en ønsket donorcelle. Til dette bruges en meget tynd injektionsnål til at skifte arvemassen. Derefter giver man ægcellen et lille elektrisk stød og ægcellen vil opføre sig, som om den netop var blevet befrugtet og begynde at dele sig. Ægget med dets nye kerne og arvemateriale får derefter lov at vokse i en kultur i nogle dage, hvorefter fosteret indsættes i livmoderen på en anden moderorganisme, også kaldet en rugemor. Resultatet er, at man får to eller flere organismer med identiske genomer. 
Ved seksuel formering får mennesker normalt et sæt gener fra hver af forældrene og arver derfor en blanding af genetiske egenskaber fra begge forældre. Ved kloning af mennesker bruges kun generne fra en person. Klonen (det nye menneske) arver derfor præcis samme genetiske egenskaber som denne person.
En lang række dyr er blevet klonet, se den engelske liste.

### Dolly
Kloning har været testet på en række større pattedyr for eksempel fåret Dolly. Det blev kendt den 27. februar 1997, da en gruppe forskere fra Roslin Instituttet i Edinburgh, Skotland erklærede, med ledelse af Ian Wilmut, at de havde skabt en klon, af fåret Dolly. Dette var den første offentliggjorte, vellykkede kloning af et voksent pattedyr. Dolly blev klonet ved kerneoverførsel. Forskere brugte stamceller fra yveret på et hvidhovedet får (celledonor). Sultes cellerne, holder de op med at vokse og går i en slags dvale-stadium. Dette gør cellerne nemmere at arbejde med, og ændrer strukturen, så det bliver nemmere at bringe cellen tilbage til et tidligere stadium og reprogrammere den. 
Der blev brugt 277 æg, hvoraf kun 29 var levedygtige til at blive implanteret i livmoderen. Efter normal drægtighedsperiode blev Dolly født, som et helt almindeligt sundt og raskt lam med hvidt hoved. Dollys surrogatmor var sorthovedet og kunne ikke have født et lam med hvidt hoved, uanset hvordan faren så ud.
Så det kunne virkelig ses at fåret Dolly var en klon. Hendes mor ville ikke kendes ved hende da Dolly ikke lignede hende.